# Misagria calverti
Misagria calverti is een libellensoort uit de familie van de korenbouten (Libellulidae), onderorde echte libellen (Anisoptera).
De wetenschappelijke naam Misagria calverti is voor het eerst geldig gepubliceerd in 1951 door Geijskes.